# Van Vilayet

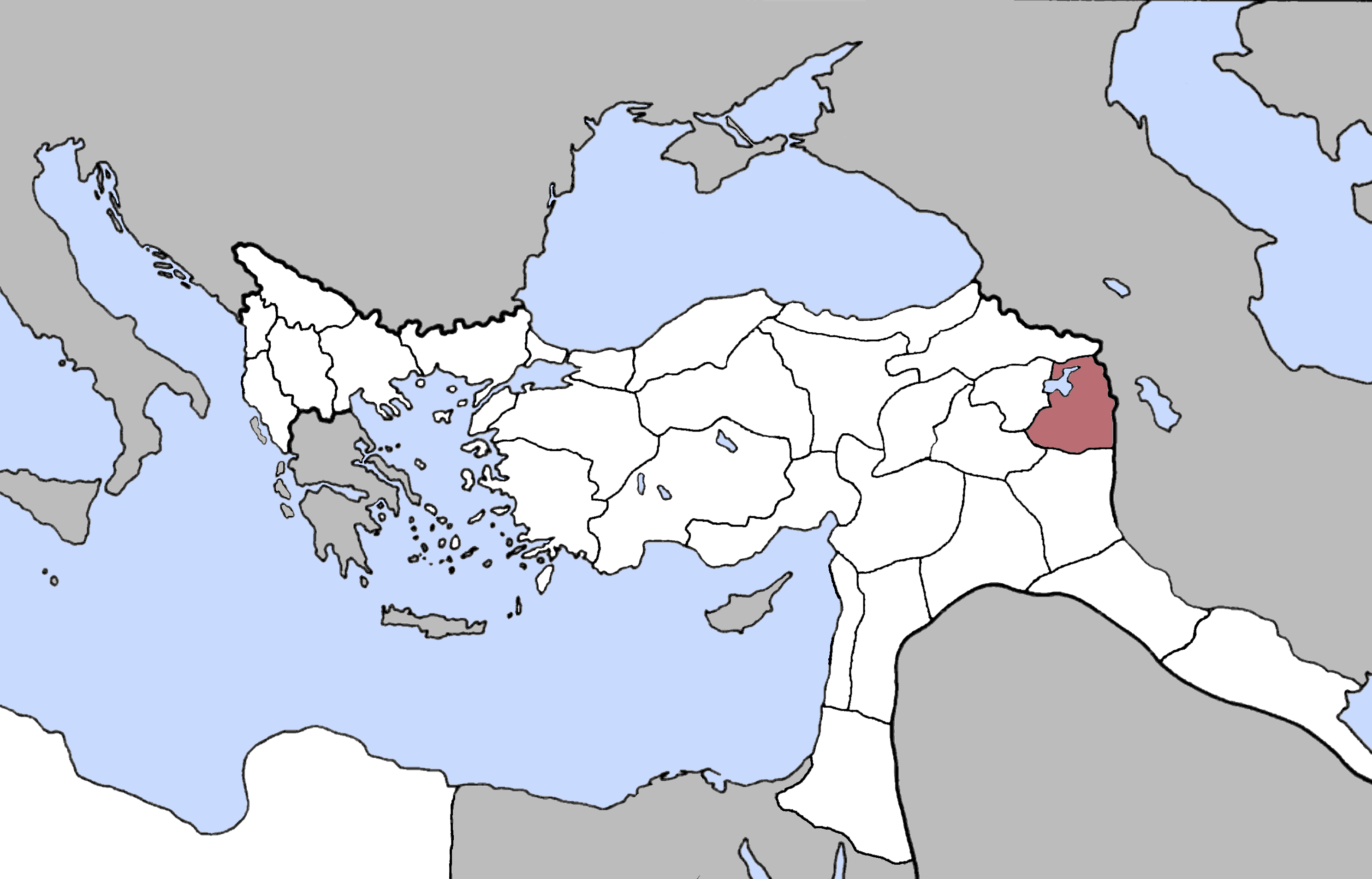
Van Vilayet (1900)

Van Vilayet (osmanska: ولايت وان , Vilâyet-i Van, turkiska:  Van Vilayeti ) var en vilayet (provins) i Osmanska riket mellan 1875 och 1922. Huvudstad var Van  och ytan 39,000 km².